# Chorebus nerissus
Chorebus nerissus är en stekelart som först beskrevs av Nixon 1937.  Chorebus nerissus ingår i släktet Chorebus och familjen bracksteklar. Inga underarter finns listade i Catalogue of Life.